# Cala Vidre
La cala Vidre és una platja seminatural del municipi de l'Ametlla de Mar (Baix Ebre), situada a l'espai natural protegit de la Plana de Sant Jordi, a redós del castell de Sant Jordi d'Alfama, entre la platja de Sant Jordi, a llevant, i la cala Forn, a ponent. Té una longitud de 59 metres i una amplada mitjana de 19 metres, formada per sorra fina, amb un pendent d'entrada a l'aigua suau. El fons marí és rocallós, amb cavitats, i prats de posidònia, que el fan idoni per al submarinisme i l'snorkel. Disposa de dutxes i lavabos, i accés adaptat a persones amb mobilitat reduïda. S'hi arriba per la carretera N-340 fins a la urbanització Sant Jordi d'Alfama, així com pel camí de ronda, que coincideix amb el sender GR-92. Deu el nom a les seves aigües cristal·lines.